# Corey Taylor
Corey Todd Taylor (Des Moines, 8 de diciembre de 1973) es un músico estadounidense, conocido por ser el vocalista y compositor de las bandas Slipknot y Stone Sour.
Taylor fue criado por su madre soltera y, gracias a su abuela, desarrolló un profundo aprecio por el rock clásico. Taylor conoció por primera vez a su padre el 28 de marzo de 2005 y ha forjado una fuerte relación con este. En la actualidad, tiene una esposa, una exesposa y dos hijos. Para cuando lanzó el disco Come What (ever) May, de Stone Sour, se encontraba sobrio. El 3 de agosto de 2009 y el 29 de julio de 2010 fue coanfitrión de los Premios Kerrang! junto a Scott Ian de Anthrax y The Damned Things. De igual forma, ha declarado en numerosas entrevistas que le encantan las guitarras Gibson, y ha grabado vídeos en nombre de la Asociación de Gibson. Cuando toca en solitario o con Stone Sour, utiliza con frecuencia las guitarras de esta marca.
Corey Taylor es miembro fundador de Stone Sour y ha lanzado seis álbumes de estudio con la banda. Taylor se unió a Slipknot en 1997 para reemplazar a su vocalista original Anders Colsefni. Ha publicado 6 álbumes de estudio con la banda. Taylor se alterna constantemente entre ambas bandas, como se vio en el año 2001, después del lanzamiento de Iowa, donde se reunió con Stone Sour inmediatamente después de terminar la gira con Slipknot. Ha trabajado con varias bandas incluyendo Apocalyptica, Anthrax, Junk Beer Kidnap Band, Velvet Revolver, Soulfly y Avenged Sevenfold. Taylor compone y canta diversos estilos, variando según el género. El exbaterista de Slipknot Joey Jordison, lo califica como «un muy buen cantante melódico». Taylor fue posicionado en el lugar 86 de la lista «Top 100 de vocalistas de metal de todos los tiempos» de Hit Parader.

## Vida personal
Corey Taylor nació en Des Moines, Iowa, el 8 de diciembre de 1973, siendo el primero de tres hijos. Taylor fue criado por su madre en Waterloo, Iowa, un lugar descrito por Taylor como "un hoyo en el suelo con edificios a su alrededor". En 1979, Taylor y su madre vieron la serie de ciencia ficción Buck Rogers in the 25th Century. Antes de la serie, emitieron un tráiler de la película de horror Halloween de 1978. Taylor dijo que esto "desarrolló algún significado de Slipknot en [él mismo]". Mientras Halloween introdujo a Taylor en las temáticas de horror y las máscaras, su abuela le introdujo en el rock, mostrándole una colección de los discos de Elvis Presley desde mediados de los años cincuenta hasta finales de los setenta. Encontró canciones como "Teddy Bear", "In the Ghetto" y "Suspicious Minds" de su interés y las describió como de "los buenos tiempos". Asimismo, a una edad temprana, comenzó a escuchar los primeros trabajos de Black Sabbath.
Taylor, junto a su madre y su hermana, vivieron en una "destartalada casa de campo", en la cual los últimos días de otoño se "parecían a las portadas de los discos de Black Sabbath". A la edad de quince años, Taylor desarrolló una fuerte adicción a las drogas y ya había sufrido dos sobredosis de cocaína. En esta época, Taylor vivía en Waterloo, Iowa, de donde se marchó por sí mismo y terminó en casa de su abuela en Iowa. Ella tomó la custodia legal de su nieto y lo ayudó comprándole equipo musical. Cuando Taylor tenía 18 años, dejó el remolque de su abuela y se dedicó a viajar a distintos lugares, aunque solía volver a Des Moines a menudo. Taylor y su padre se conocieron por primera vez cuando Taylor era adulto y ahora tienen una fuerte relación. El 17 de septiembre de 2002, la novia de Corey, Scarlett Stone, dio a luz a su hijo Griffin Parker. Taylor también tiene una hija llamada Angie, nacida en 1992 de una relación anterior. Taylor y Stone se casaron el 11 de marzo de 2004 y se divorciaron tres años después. El 13 de noviembre de 2009, tuvo sus segundas nupcias con Stephanie Luby.
Corey Taylor es un apasionado de la política —como se expresa en el disco All Hope Is Gone. Se considera un "independiente" de centro y es crítico con Bill Clinton, George Walker Bush y Barack Obama.Taylor se implicó en la campaña de Obama, para la cual llegó a recaudar $45.000 dólares. La mayor parte de los fondos se obtuvieron a través de las giras hechas por Stone Sour. Asimismo y dentro de su vida personal, Taylor ha tenido una serie de problemas por el consumo excesivo de alcohol, en lo cual, su exesposa, Scarlett lo ayudó, además de evitar que se suicidase. El 14 de noviembre de 2003, Taylor intentó saltar desde el balcón del octavo piso del Hyatt en Sunset Boulevard, pero Scarlett lo detuvo. La historia fue cambiada más tarde por Kerrang! Radio, en donde dijeron que fue su amigo Thom Hazaert quien en realidad intervino para evitar que Taylor saltase. Scarlett le dijo entonces que, o bien tendría mantenerse sobrio o anularía el matrimonio. Antes de comenzar a grabar Come What(ever) May con Stone Sour en enero de 2006, Taylor ya estaba sobrio. El 3 de agosto de 2009, fue coanfitrión de los Kerrang! Awards junto a Scott Ian de la banda Anthrax. El año siguiente, fueron por segunda vez consecutiva coanfitriones de los Kerrang! Awards, donde recogió el premio de metal K! Servicios en nombre de Paul Gray, que murió por una sobredosis accidental de morfina y fentanilo, y que había mostrado signos evidentes de "enfermedad cardiaca". A principios de septiembre de 2010, Taylor anunció que su libro, Seven Deadly Sins (Siete Pecados Capitales), sería lanzado el 21 de julio de 2011 a través de la editorial Da Capo Press.
Taylor es vegetariano.

## Carrera musical

### Stone Sour

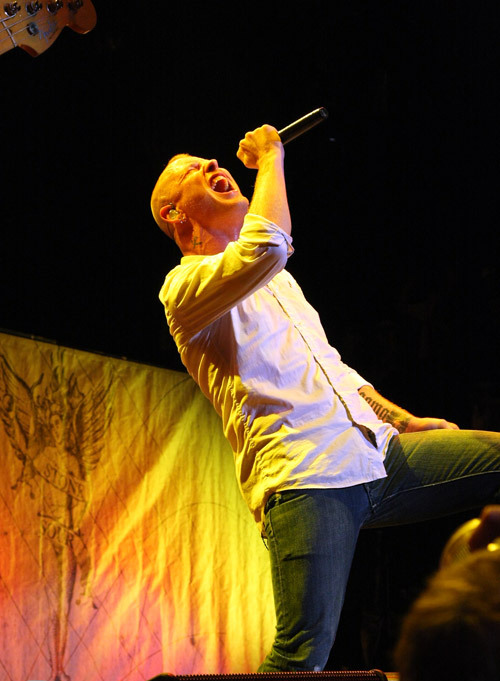
Corey Taylor como vocalista de Stone Sour.

Taylor es el miembro fundador de la banda estadounidense de hard rock Stone Sour. Después de formar la banda con el baterista Joel Ekman, Shawn Economaki se unió ocupando el puesto de bajista y Josh Rand el de guitarrista. Stone Sour grabó un álbum demo en 1992 y otro en 1994. En 1997 Taylor recibió la propuesta de unirse a la banda de metal Slipknot , abandonando Stone Sour mientras se encontraba en plena grabación de otro álbum demo con Sean McMahon en los Estudios SR. Taylor no regresó hasta cinco años después para finalizar la grabación de su álbum debut, Stone Sour en 2002. Tanto Taylor como el guitarrista Josh Rand contactaron con Jim Root, guitarrista de Slipknot, y Shawn Economaki, bajista original de Stone Sour, con el fin de componer canciones para el disco. El baterista Joel Ekman también regresó a la banda para finalizar el proceso de grabación. Esta "reagrupación" dio como resultado la grabación del primer disco de Stone Sour en los Estudios Catamount de Cedar Falls, Iowa. Su álbum debut homónimo salió a la venta el 27 de agosto de 2002 y debutó en el puesto número 46 del Billboard 200. Su segundo álbum, Come What(ever) May, lanzado el 1 de agosto de 2006, debutó en la cuarta posición y recibió calificaciones positivas por parte de los críticos. Live in Moscow es actualmente su único disco disponible exclusivamente como descarga digital. Durante la grabación del disco, el baterista Joel Ekman abandonó la banda por razones personales. A causa de esto, contrataron a Roy Mayorga para ocupar su puesto. El grupo lanzó su tercer álbum de estudio, Audio Secrecy, el 7 de septiembre de 2010. El Grupo, luego de Lanzar Audio Secrecy, y realizar su gira, anunció su nuevo álbum House Of Gold & Bones Part.1, el cual fue lanzado el 22 de octubre de 2012, teniendo como sus primeros dos sencillos, Gone Sovereing/Absolute Zero. También, anunciaron, su gira del álbum. Al año después, anunciaron el álbum House of Gold & Bones Part. 2, su sencillo fue Do Me A Favor, este álbum fue lanzado el 9 de abril de 2013. Hasta ahora, la banda continúa activa, dejando Slipknot a un lado, y anunció su gira para el 2014.

### Máscara

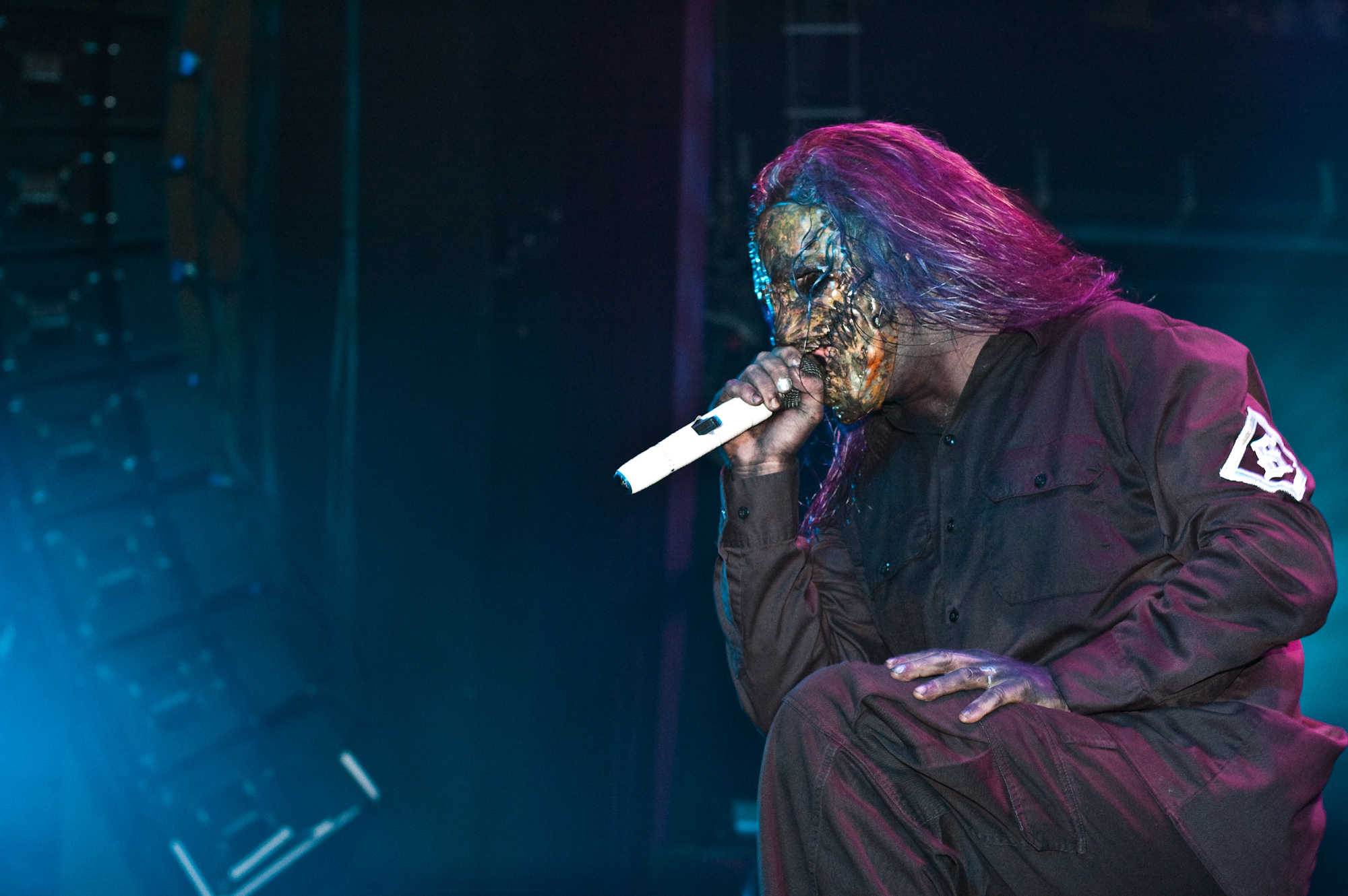
Corey Taylor con Slipknot en 2005.

Originalmente era una máscara de cuero con rastas que casi cubría su pelo, el cual conformaba sus rastas. Luego está la máscara de látex moldeado y tumores falsos que ha tenido varias versiones, solo que para el álbum Iowa se griseo y para tiempo después, blanqueo. Con la máscara de la Vol.3, era una máscara que tenía cierta semejanza con un zombi y con Leatherface que está sonriendo en la parte izquierda y la derecha es triste y en un costado derecho un diente postizo, tal vez está representando la vida de Corey, que estaba muy triste en su infancia, pero ganó en la vida y ahora vive felizmente. Los temores se han ido y que es su propio cabello, rojo y púrpura. En All Hope Is Gone usó una máscara de látex, con sólo la apertura de la nariz y la boca, una pantalla en negro que cubre sus ojos que son de diferentes tamaños, los pequeños agujeros de las orejas y la región del cabello, la cual representa su afición por películas de terror y de ciertos héroes de cómics. Para el quinto álbum de estudio, Corey ocupa una máscara doble que dice ser así gracias a que dice tener 2 personalidades, está hecha de un material parecido al cuero, es de color beige, se pueden ver partes cosidas como los laterales de la boca, y por debajo es como un material parecido al plástico con un tono celeste, y se divisan algunas venas azules por la parte de la frente. Esta máscara intenta tener un parecido con el clásico personaje del cine del terror Freddy Krueger. En el sexto álbum, utiliza una máscara transparente, muy parecida a la usada en All Hope Is Gone, que fue creada por el especialista de efectos de cine de terror Tom Savini. Actualmente, corey usa una máscara de látex blanca que cubre toda su cabeza, y en ambos ojos tiene unas tuercas metálicas.
No nos estamos escondiendo detrás de estas máscaras, estamos revelando más de lo que se pueden imaginar. La máscara que uso para poner todas las cosas malas que hay dentro de mí. Incluso si no usamos las máscaras, la música seguiría siendo de buena calidad. [cita requerida]

### Slipknot

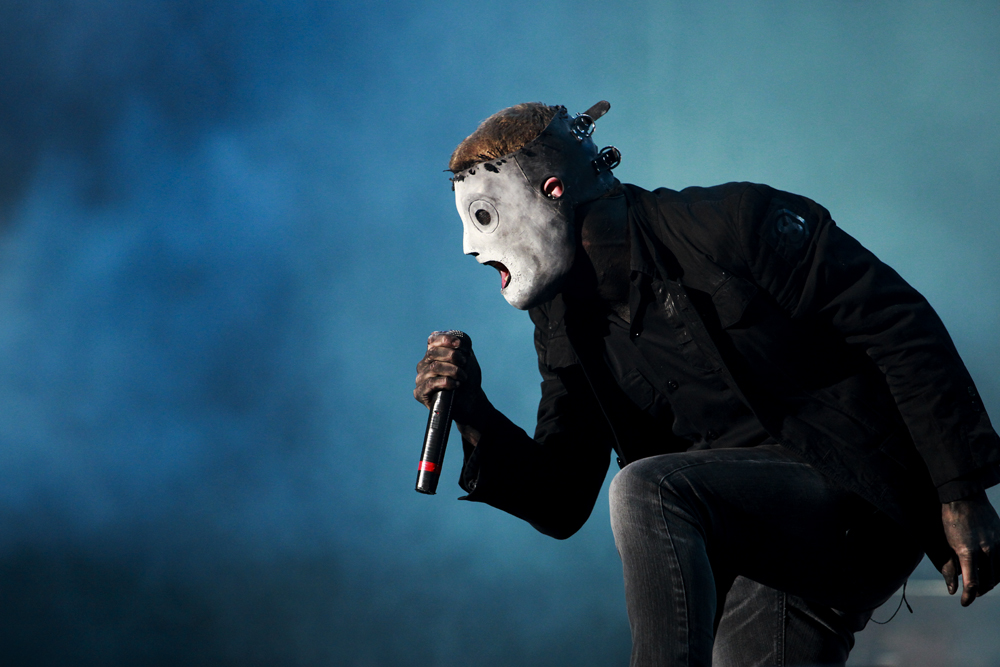
Corey Taylor y la banda Slipknot, en vivo en el festival Optimus Alive Festival en Portugal.

Mientras Corey Taylor se encontraba trabajando en un sex shop en Des Moines, Iowa, Joey Jordison, Shawn Crahan, y Mick Thomson aprovecharon para preguntarle sobre la idea de unirse a Slipknot. Fue a uno de sus ensayos, y terminó cantando delante de ellos. Le preguntaron si se uniría a la banda por su voz melódica. Mientras Taylor fue posicionado como el vocalista principal de la banda, el vocalista anterior, Anders Colsefni, fue movido a los coros y la percusión. No de acuerdo con esta decisión, Colsefni abandonó la banda al poco tiempo, el cual para el álbum autonombrado Slipknot se le hizo un tributo en el medio del disco por la parte de adentro, que se supone que es Colsefni descuartizado.
Sintiendo que podría ampliarse más en Slipknot que en Stone Sour, Taylor abandonó temporalmente Stone Sour, a pesar de que se encontraba grabando un disco con Sean McMahon. El primer concierto de Taylor con Slipknot fue el 22 de agosto de 1997, en el cual y según los miembros de la banda no le fue bien. Durante su primer concierto, Taylor no cumplió con el uso de una máscara; sin embargo, para su segunda actuación cerca de un mes después, Corey usó una máscara similar a la máscara del álbum debut. La máscara actual de Taylor fue descrita por Chris Harris de MTV "como una que estuviese hecha de secos, carne humana —como Cara de Cuero, sólo que usa cremas hidratantes". Una de estas máscaras se encuentra en posesión del músico de la banda británica Muse Dom Howard, luego de que ambas bandas tocasen en el MetalFest. Fue sometido al parecer de Taylor de "¡siéntate, carajo!" durante una instalación de Slipknot, experiencia que se puede revivir (usando la máscara) en el DVD de Muse Hullabaloo. A pesar de los rumores de que Howard le había robado la máscara, que, de hecho, regaló posteriormente a un fanático.
Taylor ha grabado con Slipknot desde el lanzamiento de su segundo álbum demo, un demo homónimo utilizado para promover la banda. Como vocalista, grabó con Slipknot en Indigo Ranch en Malibu, California Slipknot, el álbum debut de la banda que alcanzó el puesto número uno en el Top Heatseekers chart, recibiendo disco de doble platino en los Estados Unidos, y siendo incluido en el 2006 en el libro 1001 Albums You Must Hear Before You Die.

## Discografía
| En solitario - 2020 CMFT - 2022 B SIDES - 2023 CMF2 Slipknot - Crowz - (seleccionando pistas) - 1999 Slipknot - 2001 Iowa - 2004 Vol. 3: (The Subliminal Verses) - 2005 9.0 Live - 2008 All Hope Is Gone - 2012 Antennas to Hell - 2014 .5: The Gray Chapter - 2019 We Are Not Your Kind - 2022 The End, So Far Stone Sour - 1994 Demo - 1996 Demo - 2002 Stone Sour - 2006 Come What(ever) May - 2010 Audio Secrecy - 2012 House of Gold & Bones - Part 1 - 2013 House of Gold & Bones - Part 2 - 2017 Hydrograd | Otros - 2000 Strait Up - 2000 Soulfly Primitive - 2001 Uncivilization - 2002 Rise Above: 24 Black Flag Songs to Benefit the West Memphis Three - 2002 "Bother" ('Spider-Man soundtrack') - 2005 The All-Star Sessions - 2006 FACECAGE III(Producer/Big Mouth Records) - Canta con James Labrie de Dream Theater (song) (2007) (sencillo) - Walls of Jericho - Redemption (Productor/Segunda voz en las canciones "Ember Drive" y "Addicted") (2008) - Code Orange - The Hurt Will Go On (Voz en la canción "The Hunt") (2018) - "I'm not Jesus" (2007) (sencillo) - "Ember Drive" (2008) (sencillo) - "Xm@$" (2010) (sencillo) - "NIVA - A-Bu-Lli-Do!" (2011) (singles - "Mallcore - Fake Metal For Kids" (2011) |